# Gulstjärtad snabelhund
Gulstjärtad snabelhund (Rhynchocyon chrysopygus) är en däggdjursart som beskrevs av Albert Günther 1881. Rhynchocyon chrysopygus ingår i släktet snabelhundar, och familjen springnäbbmöss. IUCN kategoriserar arten globalt som starkt hotad. Inga underarter finns listade i Catalogue of Life.

## Utseende
Artens genomsnittliga absoluta längd är 52,5 cm, inklusive en cirka 24 cm lång svans. Vikten ligger vid 540 g. Kännetecknande för arten är den gula stjärten och dessutom finns flera glest fördelade gula hår på nosen. Övriga delar av pälsen är brun till svart. Till exempel är öronen, extremiteterna och svansen vit roten svarta. Svansens andra halva är vit med en svart spets. Under den gula stjärtfläcken är huden tjockare än på andra kroppsdelar. Liksom andra snabelhundar har arten en långdragen rörlig nos.

## Utbredning och habitat
Denna snabelhund förekommer i östra Kenya nära kusten. Beståndet är delat i flera från varandra skilda populationer. Habitatet utgörs av skogar och buskskogar med ett tjockt täcke löv på marken.

## Ekologi
En hane och en hona bildar ett monogamt par. Paret har ett revir som är cirka 1,7 hektar stort. Honan försvarar reviret mot främmande honor och hanen mot andra hanar. De vilar i boet som består av en grop på marken som fodras med löv. Boet används upp till tre dagar. Individerna är aktiva på dagen. De äter olika ryggradslösa djur som maskar, spindlar och insekter. Honan föder ungefär varannan månad en unge. Dräktigheten varar cirka 42 dagar och ungen diar sin mor två veckor. Gulstjärtad snabelhund lever antagligen 4 till 5 år.

## Bildgalleri

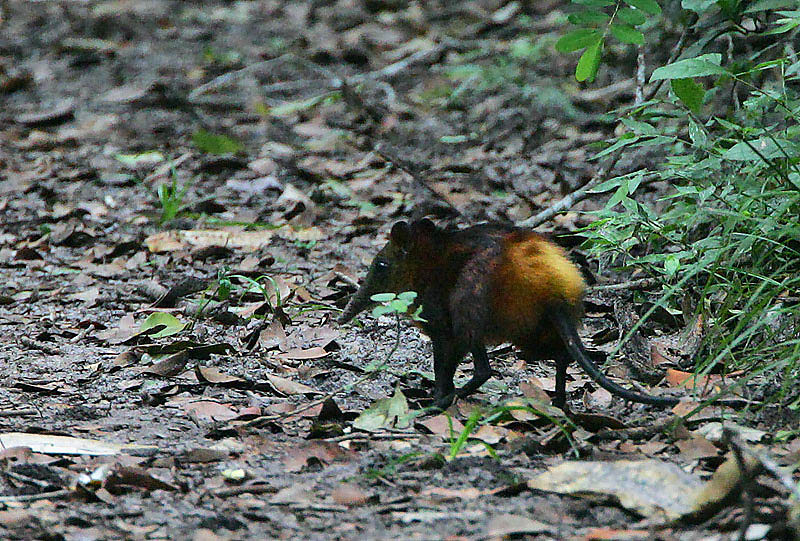
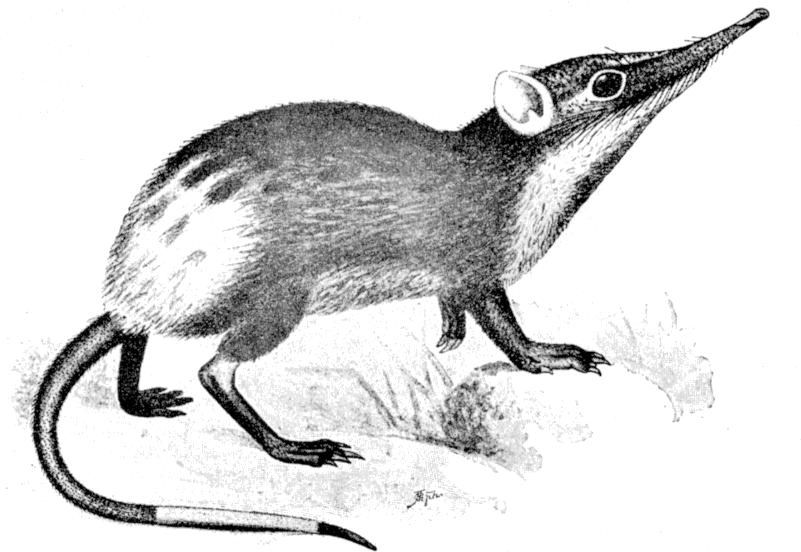